# Alexandar Walkanow
Alexandar Konstantinow Walkanow (auch Konstantinov Valkanov geschrieben, bulgarisch Александър Константинов Вълканов; * 10. November 1904 in Bitola damals Osmanisches Reich, heute Nordmazedonien; † 4. Oktober 1972) war ein bulgarischer Zoologe und Protistologe. Sein offizielles botanisches Autorenkürzel lautet „Valkanov“.
Walkanow war von 1942 bis 1963 Leiter der Meeresbiologischen Station in Warna. Ab 1953 war er als Professor am Zoologischen Institut und Museum in Sofia tätig. 1957 veröffentlichte er als Resultat seiner Forschungen einen Katalog zur Fauna des Schwarzen Meeres, der über 1375 Einträge enthielt. 1970 veröffentlichte er seine Beiträge zur Kenntnis der Protozoen des Schwarzen Meeres. Später arbeitete er weitgehend an Süßwassertieren.
Ihm zu Ehren tragen die folgenden Arten ihre Namen:
- Stenocaris valkanovi Marinov, 1974
- Labyrinthula valkanovi J.S. Karling, 1944
- Pomoriella valkanovi Golemansky, 1970
- Baltoplana valkanovi Ax, 1959
- Eurydice valkanovi Bacescu, 1949

## Nachweise
1. ↑  For the corresponding member Aleksandar Valkanov and his Black Sea, Zeitschrift Morski Swjat, 19. Dezember 2010
2. 1 2 3  Biographical Etymology of Marine Organism Names. V & W, Online (Memento des Originals vom 18. September 2013 im Internet Archive)  Info: Der Archivlink wurde automatisch eingesetzt und noch nicht geprüft. Bitte prüfe Original- und Archivlink gemäß Anleitung und entferne dann diesen Hinweis.
3. ↑  
Victor Fet, Alexi Popov: Biogeography and ecology of Bulgaria, 2007, ISBN 1-4020-4417-8, S. 571
4. ↑  
John D. Costlow, Jr.: Marine Sciences In Bulgaria. Office of Naval Research, 1967 (englisch, dtic.mil [PDF; 514 kB; abgerufen am 11. Mai 2023]).